# Sanctuaire Sainte-Marie-de-la-Croix de Crema
Pour les articles homonymes, voir Sainte-Marie-de-la-Croix.
Le sanctuaire Sainte-Marie-de-la-Croix (en italien Santuario Santa Maria della Croce) est une basilique mineure de la fin du XVe siècle qui se trouve dans la commune de Crema, dans le quartier auquel il a donné son nom, à un kilomètre du centre-ville, sur la route de Bergame.

## Historique
En 13 février 1489, Caterina degli Uberti, membre d'une riche famille de Crema, se maria avec Bartolomeo Pederbelli, dit Contaglio, un délinquant de Bergame banni de sa province car il avait caché sa condition de fugitif, qui habitait depuis longtemps à Crema. Contaglio n'ayant pas payé la dot, il se trouva dans une situation difficile.
Selon les registres historiques, le 2 avril 1490 Contaglio a convaincu (ou forcé) Caterina de le suivre pour retourner dans sa famille à Bergame. À la sortie de Crema, il quitte le chemin de Bergame (aujourd'hui Via Mulini) et prend la direction de la forêt claire appelée Novelletto. C'est là qu'il la frappe, lui donne des coups d'épée et l'ampute de la main droite et d'une partie du bras ; tandis que les coups continuent, l'épée se brise en deux. Nonobstant, il prend son  poignard et la frappe d'un coup dans le dos. La lame ne pénètre pas dans le corps, mais glisse le long des vêtements, lui causant une contusion près de l'épaule gauche. Le Contaglio prend la fuite avec le baluchon de Caterina et quatre anneaux d'or appartenant à celle-ci. On ne sait rien de plus de lui.
Caterina appelle à l'aide Notre Dame pour recevoir les sacrements. Une femme pauvrement vêtue lui apparaît et dit : « Je suis celle qui vous avez appelée ». Elle emmène Caterina chez un fermier voisin qui lui donne les premiers secours. Comme il est déjà tard et que les portes de Crema sont fermées, Caterina ne peut y être transportée que le lendemain matin.
Elle y est examinée par un médecin et interrogée par un « juge du maléfice » (magistrat vénitien), puis un prêtre de la paroisse de Saint-Benoît nommé Philippe lui donne les sacrements ; ce n'est qu'après ces derniers qu'elle décède.

### Les premiers miracles
Sur les lieux du crime a été placée une petite croix en bois. Un mois plus tard, le 3 mai, jour de l'Exaltation de la Sainte Croix, un garçon décrit ultérieurement par l’écrivain Tommaso Ronna comme le « fils de 11 ans d'un certain Francesco Marazzo », ayant de graves problèmes au pied qui l’empêchaient d’être autonome, a été conduit à Novelletto. Après les prières, le garçon recommence à marcher. Ce premier miracle ayant attiré beaucoup de gens. Les chroniques rapportent que le même jour eurent lieu quarante guérisons miraculeuses.

## Architecture
L'architecte lodigiain Giovanni Battagio est à l'origine du bâtiment qui était à l'époque de conception moderne, avec un plan en croix grecque : un corps central, haut de 35 mètres, circulaire à l'intérieur et octogonal à l'extérieur ; auquel sont ajoutées quatre petites extensions de presque 15 mètres de haut.
Le corps principal est verticalement divisé en quatre parties : le premier groupe est formé par des pilastres entablés de miroirs. Le deuxième niveau est une galerie avec des fenêtres à meneaux. La troisième partie, ouvragée, se compose de trois arcs en écrou de bague qui forment de grandes fenêtres à meneaux avec des balustrades ornées.

### Autel et crypte
Le corps de l'est comporte deux niveaux : sur la partie supérieure se trouve le maître-autel, provenant de la cathédrale de Crema ; il est dans une position élevée et peut être atteint par deux escaliers en marbre rouge de Vérone. Le tabernacle est en bronze doré.
Au-dessus du mur se trouve un grand tableau représentant l'Assomption de Benedetto Rusconi dit Diana, encadré par un retable de Giacomo de Marchi et or de Nicolò Salserio Bianchi, Tommaso et Vincenzo Civerchio. La lunette a été peinte aussi par Diana et représente le Père éternel.

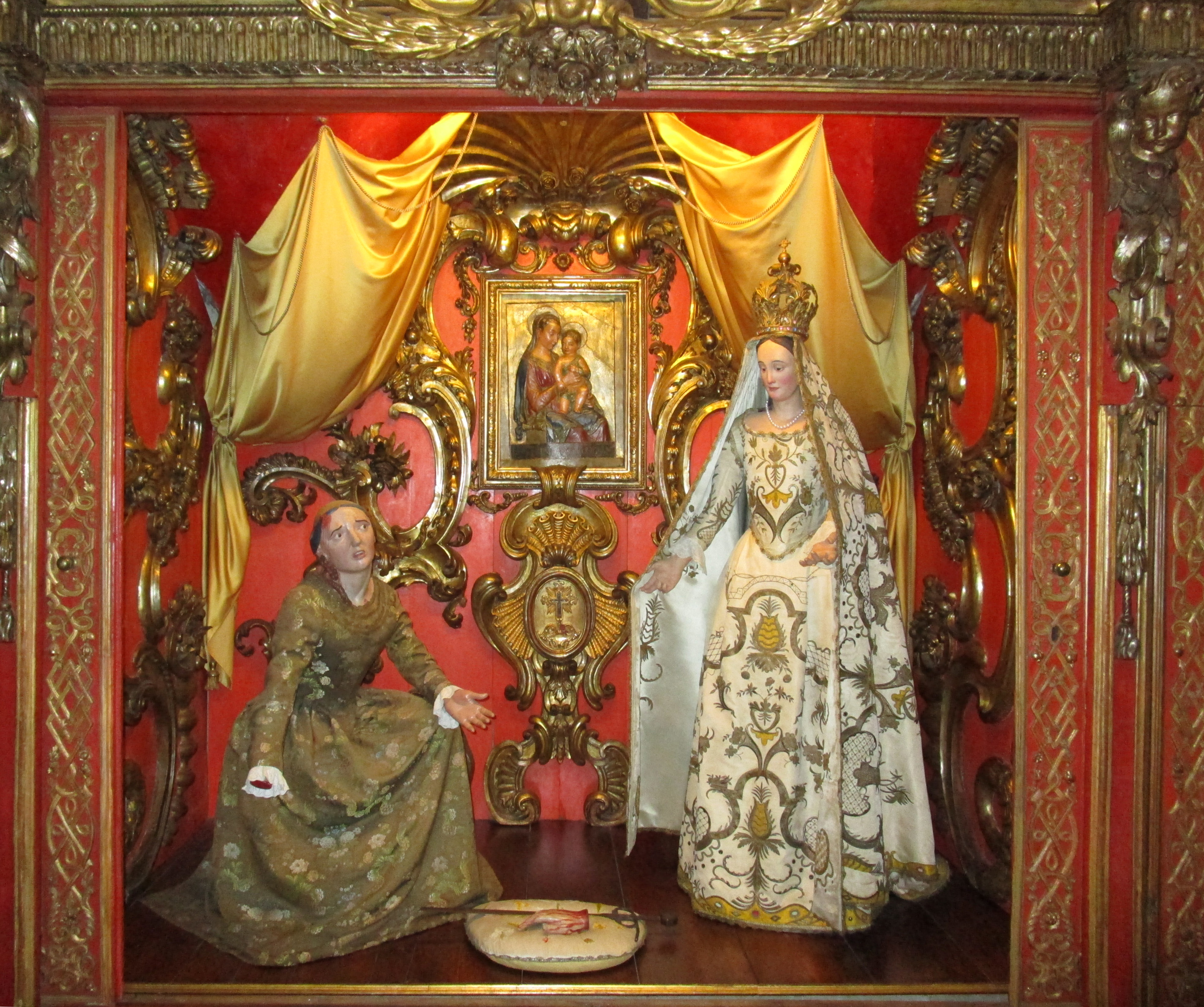
Caterina degli Uberti est aidée par Notre Dame.

Quatre bustes qui décorent le presbytère représentent les docteurs de l'Église, attribués à Agostino de Fondulis et représentent saint Ambroise de Milan, saint Jérôme, saint Augustin et saint Grégoire le Grand.
Au niveau inférieur se trouve la crypte, dont la voûte comporte des lunettes représentant les apôtres. L'autel, de 1750, est une œuvre de Pietro Danieletti de Padoue. Au fond est placée une niche en bois avec un bas-relief représentant le miracle, une copie en terre cuite polychrome d'un original d'Antonio Rossellino représentant la Vierge à l'Enfant. Sur le plafond est représentée l'Apparition de Notre Dame à Caterina degli Uberti. Le centre de la scène montre les statues de Caterina, la main coupée et priant, et Notre Dame. Entre les deux femmes, un ange tient une copie de l'épée de Contaglio.
Jean-Paul II a prié dans cette crypte lors de sa visite à Crema le 20 juin 1992.

## Illustrations

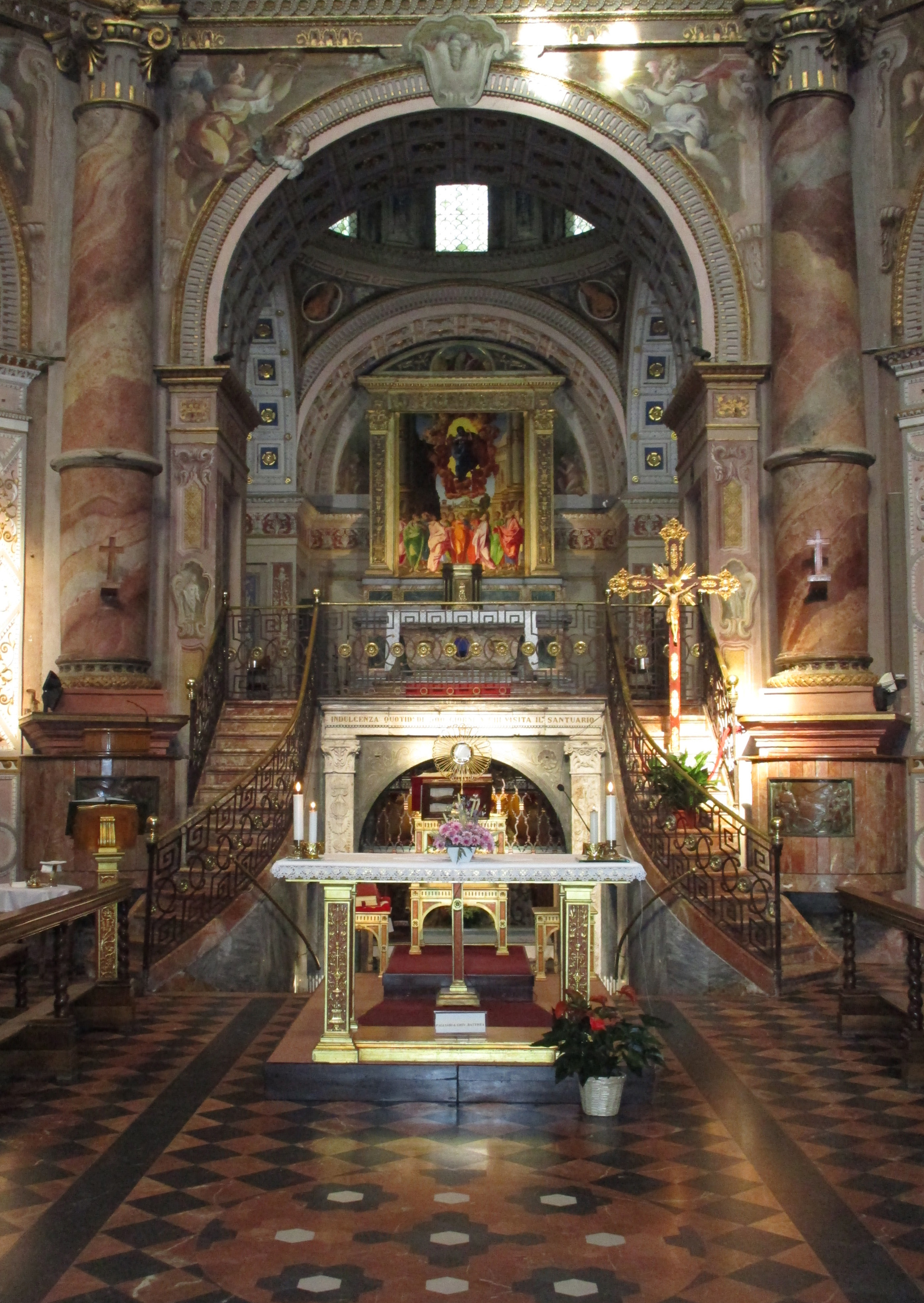
Vue du maître-autel durant une adoration eucharistique.
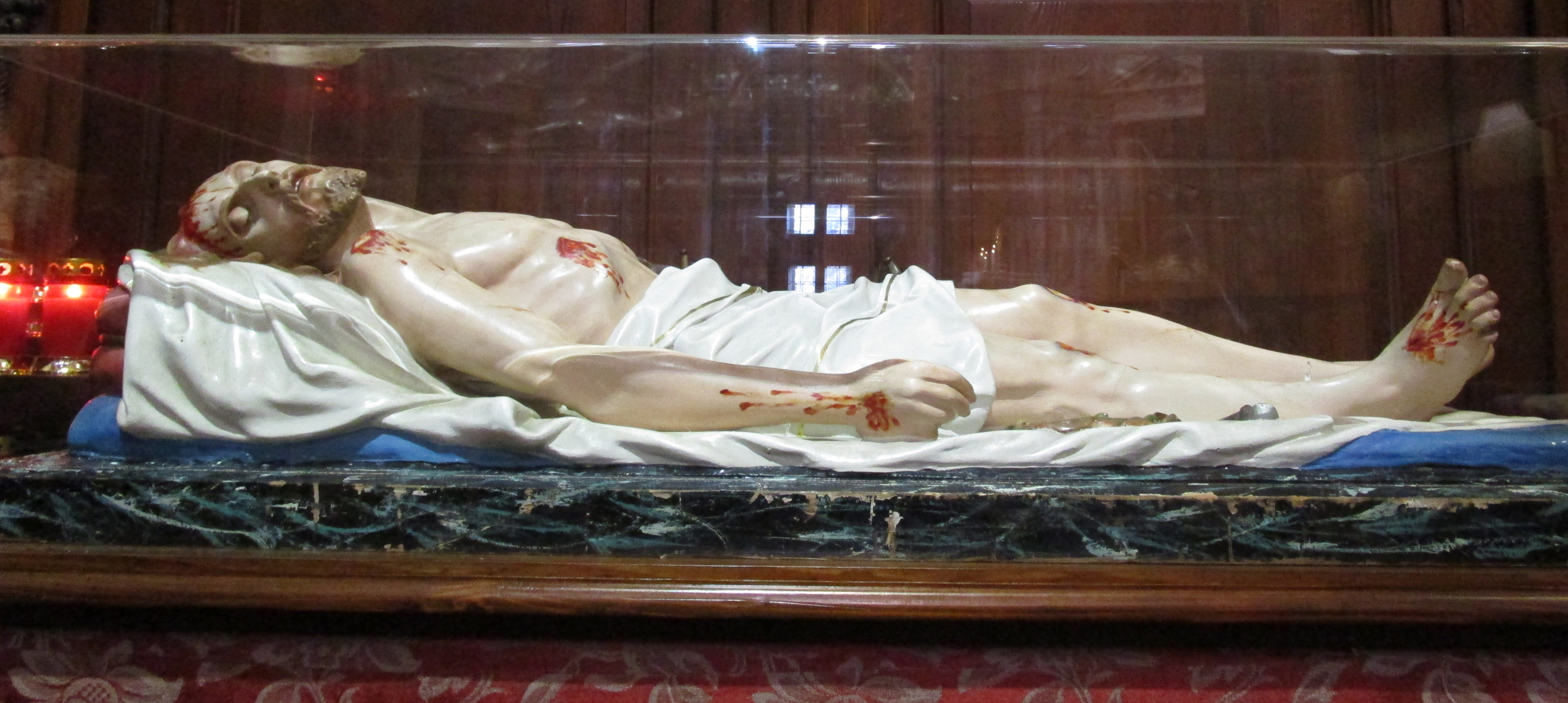
Le Christ mort de Bernardino Campi
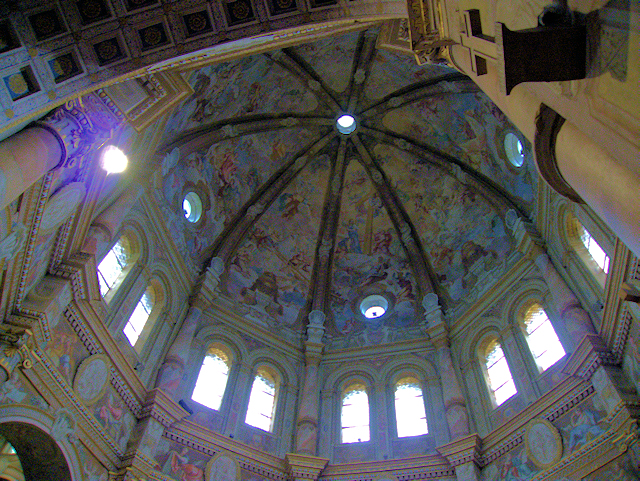
Vue du tambour.
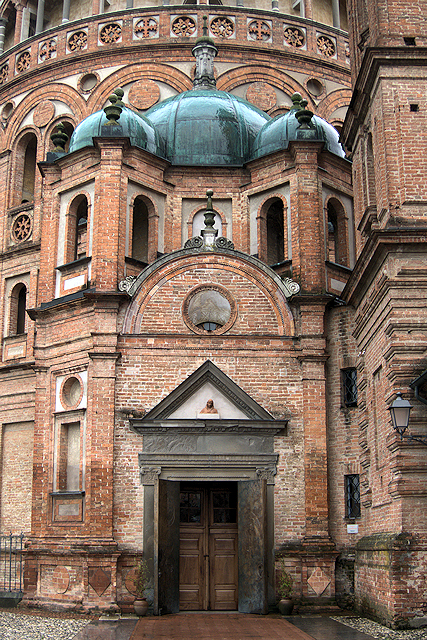
Vue ouest.
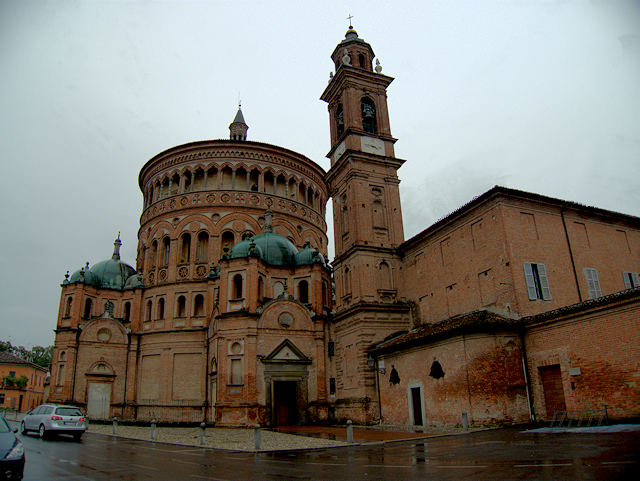
Vue de la via Battagio
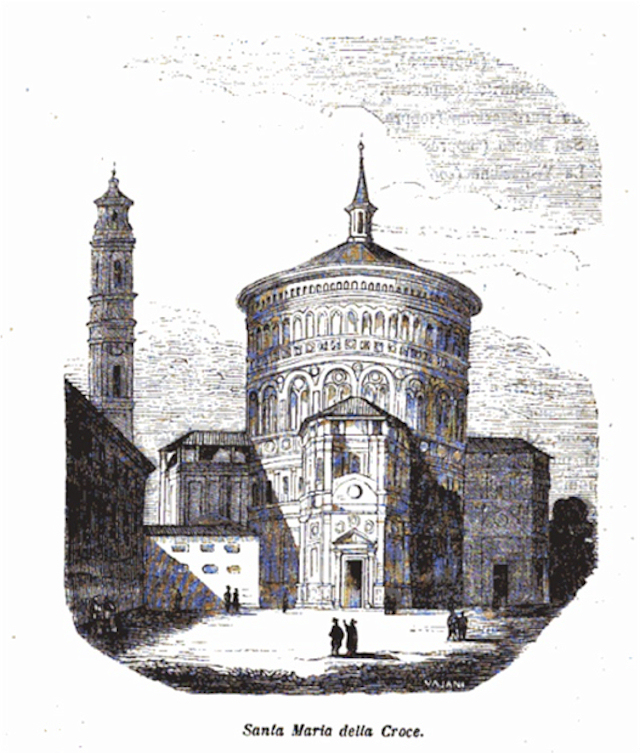
Tableau du XIXe siècle ; les tours latérales sont encore couvertes de tuiles canal